# Barbara Rosenkranz
Barbara Rosenkranz z domu Schörghofer (ur. 20 czerwca 1958 w Salzburgu) – austriacka polityk, posłanka do landtagu Dolnej Austrii oraz do Rady Narodowej, kandydatka Wolnościowej Partii Austrii w wyborach prezydenckich w 2010.

## Życiorys
W 1976 zdała egzamin maturalny, po czym podjęła studia z historii i filozofii na Uniwersytecie Wiedeńskim. Magisterium z historii uzyskała w 2018. Zawarła związek małżeński z Horstem Rosenkranzem, który działał w później zdelegalizowanej partii NDP, odwołującej się do narodowego socjalizmu. Matka dziesięciorga dzieci, nie pracowała zawodowo, zajmując się domem.
Zaangażowała się w działalność polityczną w ramach Wolnościowej Partii Austrii (FPÖ). W latach 1993–2002 oraz ponownie krótko w 2013 była posłanką do landtagu Dolnej Austrii. W latach 1995–2005 zasiadała w radzie gminy targowej Harmannsdorf. W ramach FPÖ pełniła funkcje zastępczyni przewodniczącego (1996–2003) i przewodniczącej (2003–2013) struktur krajowych w Dolnej Austrii. W latach 2001–2002 kierowała klubem poselskim w landtagu. W latach 2002–2008 i 2013–2017 sprawowała mandat deputowanej do Rady Narodowej. Od 2008 do 2013 wchodziła w skład rządu krajowego Dolnej Austrii, w którym odpowiadała za prawo budowlane i ochronę zwierząt.
W 2010 z ramienia FPÖ wystartowała w wyborach prezydenckich. Jej kandydatura była krytykowana m.in. przez kardynała Christopha Schönborna i przedstawicieli austriackiej społeczności żydowskiej, wskazujących na kontrowersyjnej poglądy kandydatki. W wyborach z wynikiem 15,2% głosów zajęła 2. miejsce (za Heinzem Fischerem, który uzyskał reelekcję w I turze). W 2017 Barbara Rosenkranz odeszła z FPÖ i dołączyła do nowo powstałej formacji Freie Liste Österreich.

## Poglądy
Swoje poglądy Barbara Rosenkranz określiła jako narodowo-konserwatywne. Krytykowała przynależność Austrii do Unii Europejskiej. Zadeklarowała się jako przeciwniczka legalizacji związków homoseksualnych i adopcji dzieci przez pary homoseksualne, krytykowała działalność feministek. Opowiedziała się za ograniczeniem imigracji, a także za zniesieniem ustawodawstwa antynazistowskiego. Była jedyną deputowaną, która głosowała przeciwko ratyfikacji traktatu lizbońskiego.

## Publikacje
- Barbara Rosenkranz, MenschInnen. Gender Mainstreaming – Auf dem Weg zum geschlechtslosen Menschen, Graz: Ares-Verlag, 2008, ISBN 978-3-902475-53-4.
- Barbara Rosenkranz, Wie das Projekt EU Europa zerstört – Eine überzeugte Europäerin rechnet ab, Graz: Ares-Verlag, 2014, ISBN 978-3-902732-22-4.